# Bulevardi
Bulevardi (suédois : Bulevarden) est un boulevard d'Helsinki qui commence à Erottaja et se termine à Hietalahdentori. Bulevardi est situé en plus grande part dans le quartier de Kamppi mais son extrémité occidentale est à la limite de Kamppi et Punavuori.

## Description

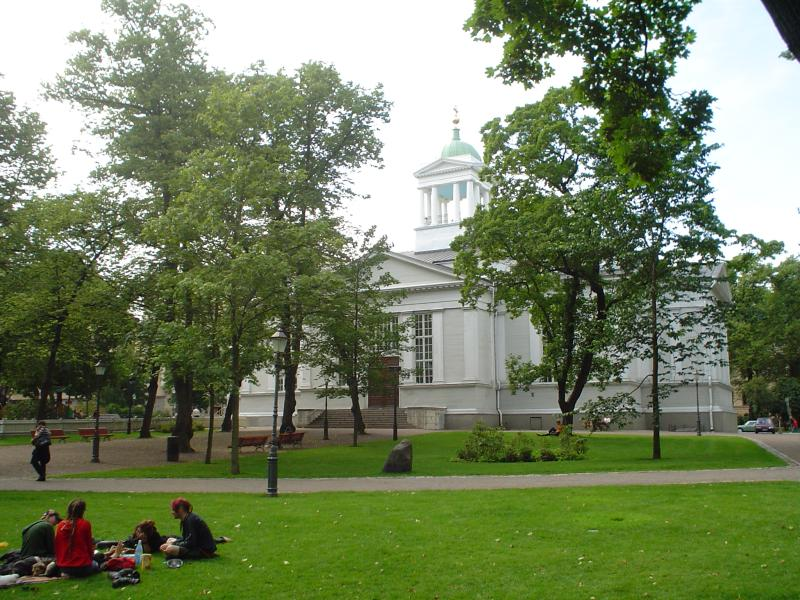
Parc de la Vieille église d'Helsinki.

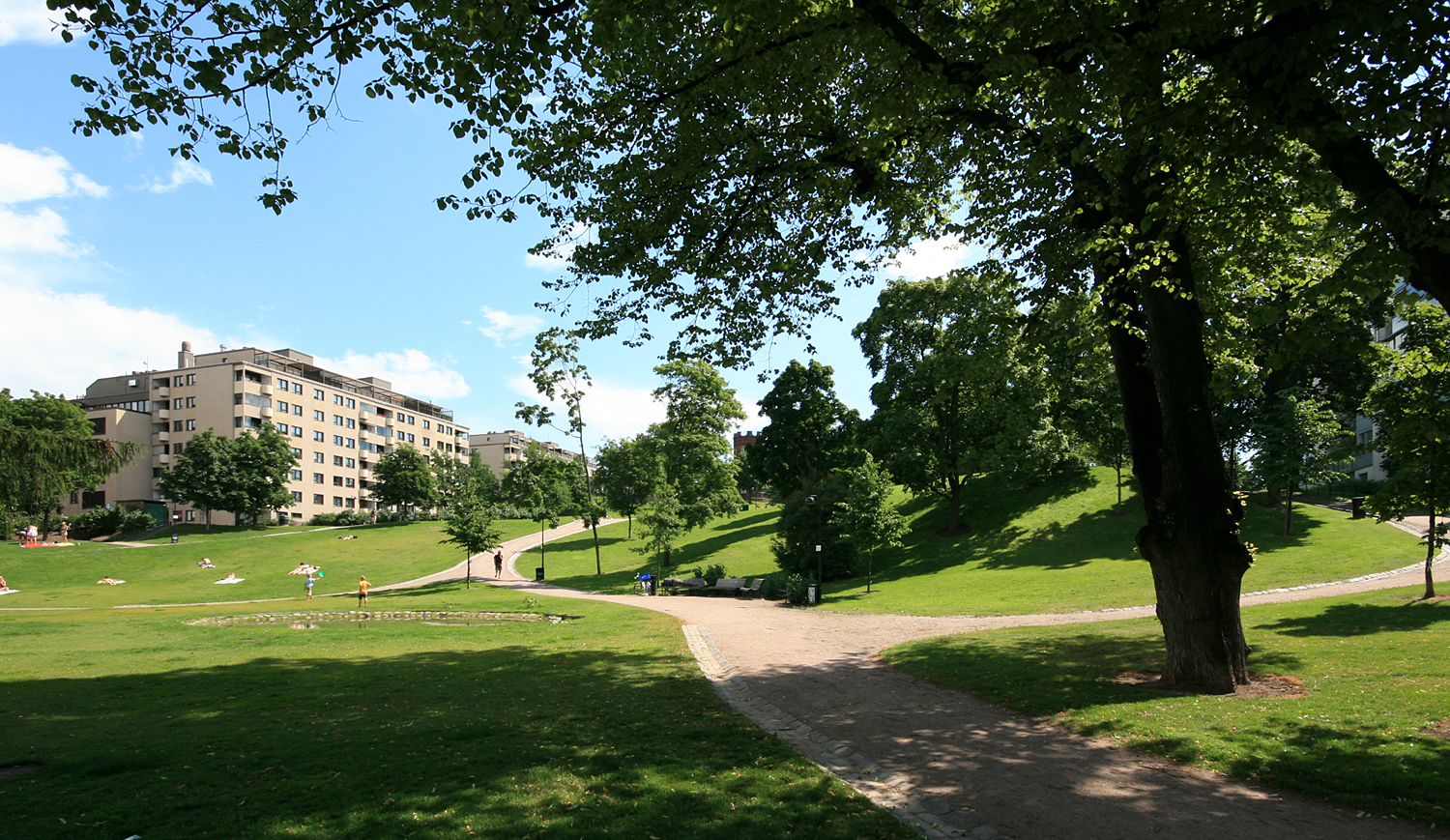
Parc Sinebrychoff.

Le long de Boulevardi on trouve des restaurants, des cafés, des galeries d'art ainsi que par exemple le Théâtre Alexandre, le  Musée Sinebrychoff et le Parc de la Vieille église d'Helsinki.
Les lignes de tramway 1 et 3 parcourent Bulevardi de Fredrikinkatu à Erottaja, la ligne 6 de Hietalahdentori à Erottaja et la ligne de bus 20 d'Erottaja à Lauttasaari.

## Bâtiments
| No    | Bâtiment                              | Image | Architecte                                   |
| ----- | ------------------------------------- | ----- | -------------------------------------------- |
| 1     |                                       |       | Theodor Höijer                               |
| 2-4   | Klaus K                               |       | Lars Sonck                                   |
| 5     | Ambassade de Chypre                   |       | W. G. Palmqvist                              |
| 9     |                                       |       | Vilho Lekman Harald Smedberg                 |
| 14    | Ambassade de Thaïlande                |       | Waldemar Aspelin                             |
| 11-13 |                                       |       | Gustaf Estlander Grahn, Hedman & Wasastjerna |
| 16    | Maison de la congrégation luthérienne |       | Valter Jung Emil Fabritius                   |
| 18    | École européenne                      |       | Sebastian Gripenberg                         |
| 23    | Théâtre d'Alexandre                   |       | Petr Petrovitch Benard                       |
| 30    |                                       |       | Karl Hård af Segerstad                       |
| 46    | Magasin de malt                       |       | Sebastian Gripenberg                         |

## Rues croisant Bulevardi
- Yrjönkatu
- Annankatu
- Fredrikinkatu
- Albertinkatu
- Sinebrychoffinkatu
- Abrahaminkatu